# Fænomenologi
Fænomenologi (fra græsk phainómenon "det, der viser sig" og lógos "studie") er - ifølge Stanford Encyclopedia of Philosophys definition - en filosofisk undersøgelse af oplevelsens og bevidsthedens strukturer, som disse opleves af individet selv. Som filosofisk bevægelse grundlagdes den i starten af det tyvende århundrede af Edmund Husserl i Tyskland, hvorefter den spredte sig til Frankrig, USA og andre lande, tit i sammenhænge, meget anderledes end Husserls tidlige arbejde. Fænomenologien fik herunder en bemærkelsesværdig indflydelse på dansk filosofi, og den danske filosof Knud Ejler Løgstrup indarbejdede dens ideer i sin egen filosofi.

## Udbredelse
Fænomenologi som filosofisk retning grundlagdes i starten af den tyvende århundrede af Edmund Husserl.

### Tyskland
Den starter på universiteterne i Göttingen og München (Max Scheler, Martin Heidegger) Der dannede sig en kreds af tænkere omkring Husserl.
Man kan opdele de tidlige fænomenologer i filosoffer, der var Husserls elever bl.a. Edith Stein, Helmut Plessner, Alexander Pfänder, Hans Lipps, Roman Ingarden og Martin Heidegger. Og andre, der kom til fænomenologien, uden at være direkte forbundet med Husserl: München-fænomenologerne, Adolf Reinach, Alexander Pfänder og Moritz Geiger studerede i München under Theodor Lipps, og blev interesserede i fænomenologi gennem læsning af Logiske undersøgelser. Max Scheler arbejdede i München, da han blev interesseret i fænomenologi.
1910-1930 har fænomenologien sit eget tidsskrift, Jahrbuch für Philosophie und phänomenologische Forschung (Årsskrift for filosofi og fænomenologisk forskning), der når at udkomme i 11 bind, inklusive et ekstra bind uden nummer, der var festskrift til Husserls 70-års fødselsdag. Bl.a. Heideggers Væren og tid udkom for første gang i dette tidsskrift (i 1927).
Fænomenologien mister sin dominerende stilling i Tyskland på grund af Anden Verdenskrig, både fordi filosoffer emigrerer (f.eks. Hans Jonas) eller Moritz Geiger, som forlod Tyskland og tog til USA, fordi nazisterne tvang ham til at opgive sin stilling på universitetet i Göttingen, som følge af hans jødiske afstamning. eller fordi de blev dræbt (Edith Stein), men også fordi tysk filosofi i efterkrigstiden domineres af filosofier, der primært omhandler samfundet og det sociale liv, så som Frankfurterskolen. Flere af førtidskrigens fænomenologer, som Heidegger og Hedwig Conrad-Martius er filosofisk aktive helt frem til 1970erne, men der er kun få nye filosoffer, der vælger at slutte sig til fænomenologien. En nyskabelse, fra 1960erne og frem, er nyfænomenologi, der grundlægges af Hermann Schmitz. Andre nutidige tyske fænomenologer er Bernhard Waldenfels og Gernot Böhme.

### Frankrig
Fænomenologien breder sig til Frankrig i løbet af 1930erne, og fra 1940erne og frem opstår der en produktiv fransk fænomenologi, der har været levende til nutiden. Den første generation af franske fænomenologer tæller skikkelser som Jean-Paul Sartre, Maurice Merleau-Ponty, Emmanuel Levinas og Paul Ricœur; og senere kommer filosoffer til som Michel Henry og Jean-Luc Marion. Fra 1960erne og fremad mister fænomenologien i nogen grad sin vigtighed, idet nye filosofiske bevægelser, så som poststrukturalisme, udkonkurrerer den, men den forbliver en vigtig faktor.

### USA
I USA ankommer fænomenologien efter Anden Verdenskrig, først via indrejste fænomenologer som Hans Jonas og Erwin Strauss. Senere, fra 1960erne og til nutiden, udvikles den også af amerikanske fænomenologer som Catherine Sheets-Johnstone, Hubert Dreyfus, Alphonso Lingis og Don Ihde, der især er påvirket af den franske fænomenologi i Levinas' udformning. En særlig amerikansk version er neurofænomenologien, der søger at forbinde fænomenologi, kognitionsvidenskab og neurologi. Den kan siges at starte i 1991 med en fælles udgivelse af Francisco Varela, Evan Thompson og Eleanor Rosch.

### Skandinavien
Fænomenologien har været mindre udbredt i Skandinavien, USA og England, hvilket ifølge K.E. Løgstrup skyldes dominansen af den logiske empirisme og positivisme, og at man her ikke havde bevaret forbindelse med den idealistiske tradition. I Danmark kan man næppe tale om nogen bevægelse som sådan. K.E. Løgstrup og Dan Zahavi er danske fænomenologer. Zahavi startede i 2002 Center for Subjektivitetsforskning i København, der er et institut, der forsker i fænomenologi. Andre vigtige danskere, som er påvirket af fænomenologi, er blandt andre filosoffen Mogens Pahuus og psykologen Bo Jacobsen.

### Andre lande
Fænomenologien gør sig gældende i varierende grad i mange lande over hele verden. Således er der f.eks. et center for fænomenologi i Rumænien, der udgiver et meget læst newsletter om fænomenologi, og som er dannet i samarbejde med Romanian Society for Phenomenology.

## Bevægelsens karakter
Fænomenologien er ikke en homogen bevægelse, og der er store forskelle mellem fænomenologier. Derfor:
A unique and final definition of phenomenology is dangerous and perhaps even paradoxical as it lacks a thematic focus. In fact, it is not a doctrine, nor a philosophical school, but rather a style of thought, a method, an open and ever-renewed experience having different results, and this may disorient anyone wishing to define the meaning of phenomenology.

## Tidlig brug af ordet
Betegnelsen 'fænomenologi' blev første gang anvendt af J. H. Lambert i 1764, defineret som: “læren om fremtrædelserne, læren om “skinnet” i modsætning til det sande og som budbringer om eller fremtrædelse for det sande”. Hegel kaldte sit hovedværk Åndens fænomenologi. Også Kierkegaard bruger ordet, i 'Om Begrebet Ironi'.
Husserls lærer Franz Brentano regnes tit som forgænger, pga. hans forelæsninger om Thomas Aquinas' begreb om intentionalitet. Husserl gjorde intentionalitet til et kernebegreb i sin filosofi.

## Edmund Husserl og den tidlige fænomenologi
Husserls værk Logische Untersuchungen (Logiske undersøgelser), der udkom i 1900 og 1901, er hovedværket i denne periode. I denne periode ser Husserl fænomenologien som en særlig metode til at studere bevidsthedsfænomener, med det formål at undersøge og begrunde erkendelsen. Man skal forsøge at beskrive det, som viser sig for en bevidsthed. Under bestræbelsen på at beskrive og bestemme deres natur, skal bevidstheden, og de genstande, der optræder i ens oplevelser, studeres fordomsfrit, frigjort fra dagligdags og videnskabelige begreber. Husserl anså fænomenologien for at være en ægte "første filosofi", da selv metafysiske teorier har grundlag i oplevelser, som nødvendigvis må have været oplevelser for bevidstheden. Derfor så Husserl fænomenologien som en "filosofi som streng videnskab."

## Transcendental fænomenologi
I 1913 udgav Husserl Ideen zur eine Transzendentale Phänomenologie (Ideer til en transcendental fænomenologi), der brød med flere af hans tidligere ideer, og introducerede nye begreber, f.eks. epoche og eidetisk variation. Hans filosofi fra denne tid kaldes transcendental fænomenologi.
Bl.a Oskar Becker, Aron Gurwitsch og Alfred Schütz er transcendentale fænomenologer. Andre af Husserls elever var utilfredse med denne udvikling i hans filosofi.

## Eksistentiel fænomenologi
Efter perioden hvor Husserls ideer dominerer, gennemgår fænomenologien en rivende udvikling og forgrener sig i mange retninger. Hans Lipps er en af de første der begynder at behandle eksistentielle temaer. I 1927 udgav Husserls tidligere assistent Martin Heidegger Sein und Zeit (Væren og tid). Her introducerede han helt nye temaer og mål for fænomenologien. Hvor Husserls udgangspunkt er epistemologisk, er Heideggers ontologisk.
Heidegger analyserer helt nye typer af fænomener. Hvor Husserl primært koncentrerede sig om enkle eksempler, som det, at man betragter (og erindrer, tænker på og fantaserer om) et æbletræ, behandlede Heidegger f.eks. menneskets forhold til redskaber og døden. Frem for at studere fænomener 'i' bevidstheden, forstod Heidegger, som pragmatismen, mennesket som en grundlæggende væren-i-verden, en åbenheden overfor verdens fænomener i kraft af dets livsverden. Livsverden blev også et vigtigt begreb i Husserls filosofi fra denne periode og fremad.
Den eksistentielle fænomenologi spredte sig til Frankrig, hvor den blev kombineret med eksistentialisme, der allerede var vigtig I Frankrig. Andre vigtige eksistentielle fænomenologer er Merleau-Ponty, Sartre, Emmanuel Levinas og Michel Henry.

## Hermeneutik
I 1960erne videreudviklede Hans-Georg Gadamer (i Tyskland) og Paul Ricœur (I Frankrig) hermeneutikken ud fra et fænomenologisk grundsynspunkt.

## Konvergerende retninger
Flere filosofiske retninger, der også udgik fra den tyske idealisme, indeholdt ideer, der var beslægtede med fænomenologien og derfor kunne kombineres med fænomenologiske tanker. Derfor optog flere fænomenologer ideer fra disse retninger i fænomenologien, hvilket var noget der skete fra begyndelsen af. Her kan nævnes
- Eksistentialisme. F.eks. Karl Jaspers og Gabriel Marcel og Otto Friedrich Bollnow arbejdede tæt sammen med fænomenologien.
- Martin Bubers filosofi om jeg-du har påvirket Emmanuel Levinas.
- Bergsons vitalistiske filosofi og analyser af tid er vigtige for Heidegger og Hermann Schmitz.
- Diltheys hermeneutik introduceres til fænomenologien af Martin Heidegger, og denne tendens udvikles senere til en egentlig hermeneutik af Hans-Georg Gadamer og Paul Ricour.
- Gestaltpsykologien spiller en stor rolle for Merleau-Ponty.
- Pragmatismen er vigtig for Max Scheler og Martin Heidegger.

## Virkning udenfor filosofien
Fænomenologiens ideer bruges udenfor filosofien i akademiske fagområder som:
- Sociologi. (Bourdieu, Giddens, Alfred Schütz og Eric Voegelin.)
- Humanistisk psykologi. (Maslow og Rollo May.)
- Psykiatri og psykoanalyse. (Erwin Strauss, Medard Boss, Wolfgang Blankenburg og Ludwig Binswanger.)

Fænomenologien har også påvirket kunsten. Iflg. filmkritikeren André Bazin er italienske neorealisme, den franske nybølge og den engelske socialrealisme præget af den fænomenologiske anskuelsesform.
Dansk litteratur blev påvirket af fænomenologien i 1990'erne, (Helle Helle, Pablo Henrik Llambias og Simon Fruelund).
I dette årti blev det gerne parret med eksistentialisme, og der var fokus på oplevelsen af hverdagen og beskrivelen af den i værkerne. Dette ses også i reality-tv så som Big Brother. Da erindringer og biografier også rummer fænomenologiens subjektive sansning af verden, kan disse to genrer også inkluderes i den strømning.

## Tidsskrifter
- Phänomenologische Forschungen. Phenomenological Studies / Recherches phénoménologiques. Band 1 (1975. Phänomenologie heute) til bind 30 (1996. Die Freiburger Phänomenologie) udg. af Ernst Wolfgang Orth for Deutschen Gesellschaft für phänomenologische Forschung (DGPF). 1996 til 2000: 1 bis 5 udg. af Ernst Wolfgang Orth og Karl-Heinz Lembeck for DGPF. Alber, Freiburg / München, ISSN 0342-8117 – – Fra 2001 udg. af Karl-Heinz Lembeck, Karl Mertens af Ernst-Wolfgang Orth sammen med Julia Jonas for DGPF. Meiner, Hamburg, ISSN 0342-8117
- Bulletin d’analyse phénoménologique. Arkiveret 14. oktober 2013 hos  Wayback Machine Liège 1.2005ff. ISSN 1782-2041
- Journal of the British Society for Phenomenology. Arkiveret 18. februar 2006 hos  Wayback Machine Haigh & Hochland, Manchester 1.1970ff. ISSN 0007-1773
- Newsletter of Phenomenology. Arkiveret 21. juli 2006 hos  Wayback Machine (online-newsletter)
- Research in Phenomenology. Arkiveret 14. maj 2007 hos  Wayback Machine Duquesne Univ. Pr., Pittsburgh Pa 1.1971ff. ISSN 0085-5553
- Studia Phaenomenologica. Arkiveret 19. august 2007 hos  Wayback Machine Humanitas, Bucharest 1.2001ff. ISSN 1582-5647
- Journal Phänomenologie Arkiveret 4. juni 2014 hos  Wayback Machine